# 6929 Misto
A 6929 Misto (ideiglenes jelöléssel 1994 UE) a Naprendszer kisbolygóövében található aszteroida. Vincenzo Silvano Casulli fedezte fel 1994. október 31-én.